# Liste der Wappen in Erlangen
Die Liste der Wappen in Erlangen zeigt die Wappen in der bayerischen Stadt Erlangen.

## Erlangen

Stadt Erlangen Geteilt und oben gespalten; vorne in Silber ein links gewendeter, golden gekrönter und bewehrter, rot gezungter roter Adler mit goldenen Kleestängeln und von Silber und Schwarz geviertem Brustschild; hinten in Silber ein golden gekrönter und bewehrter, rot gezungter schwarzer Adler mit goldener Halskrone, Kleestängeln und den goldenen Großbuchstaben E und S auf der Brust; unten in Blau über silberner Zinnenmauer wachsend ein doppelschwänziger, golden gekrönter, rot gezungter goldener Löwe.

- Stadt
Erlangen
Geteilt und oben gespalten; vorne in Silber ein links gewendeter, golden gekrönter und bewehrter, rot gezungter roter Adler mit goldenen Kleestängeln und von Silber und Schwarz geviertem Brustschild; hinten in Silber ein golden gekrönter und bewehrter, rot gezungter schwarzer Adler mit goldener Halskrone, Kleestängeln und den goldenen Großbuchstaben E und S auf der Brust; unten in Blau über silberner Zinnenmauer wachsend ein doppelschwänziger, golden gekrönter, rot gezungter goldener Löwe.

## Ehemalige Gemeinden mit eigenem Wappen

Gemeinde Eltersdorf